# لس کورباس
لس کورباس (اوکراینی: Олександр-Зенон Степанович Курбас؛ ۲۵ فوریهٔ ۱۸۸۷ – ۳ نوامبر ۱۹۳۷) کارگردان نمایش اهل اتریش-مجارستان بود.